# 10 stupende storie d'amore
10 stupende storie d'amore è il tredicesimo album di Gigi Finizio del 1990.

## Tracce
1. Carezze – 3:50 (G. Donniacuo, C. Tortora)
2. Dolcissima – 3:00 (V. D'Agostino, G. Finizio)
3. Io di troppo – 3:15 (V. D'Agostino, G. Finizio)
4. Treno – 3:33 (V. De Falco, V. Capasso, G. Finizio)
5. Lui – 3:50 (V. D'Agostino, G. Finizio)
6. Noi – 3:24 (V. D'Agostino, G. Finizio)
7. Quante abitudini – 3:30 (V. D'Agostino, G. Finizio)
8. Oh oh oh – 2:45 (V. D'Agostino, G. Finizio)
9. Solitudine – 4:20 (V. D'Agostino, G. Finizio)
10. Dimmelo tu – 3:56 (G. Donniacuo, C. Tortora)